# Antennulariella
Antennulariella es un género de hongos en la familia Antennulariellaceae.